# Acartia danae
Acartia danae är en kräftdjursart som beskrevs av Giesbrecht 1889. Acartia danae ingår i släktet Acartia och familjen Acartiidae. Inga underarter finns listade i Catalogue of Life.